# 甲狀軟骨
甲狀軟骨（thyroid cartilage、盾狀軟骨）是組成喉部骨骼的九塊软骨（透明軟骨：甲狀軟骨1塊、環狀軟骨1塊、杓狀軟骨2塊；彈性軟骨：會厭軟骨1塊、小角軟骨2塊、楔形軟骨2塊）中最大的，其中包含喉部的氣管內和周圍的軟骨結構。在杓狀軟骨中，尖端處為彈性軟骨；甲狀軟骨不完全包圍喉部，只有環狀軟骨才會完全包圍喉部。

## 組織結構
甲狀軟骨是位於喉前，以及甲状腺之上的软骨，由兩半翼板（ala orthyroid laminae）組成，中間出现被稱為“喉部突出”的高峰，亦被稱為喉结。
甲状软骨位于喉结上侧的边界称为“甲狀上切迹”，軟骨底部的對口缺口稱為“甲狀下切迹”。

## 轮廓参数
甲状软骨的轮廓参数包括内外径线长、前角和上下角长，它们是衡量软骨发育程度的重要指标。
- 外径线长：分水平径线长、垂直径线长和侧板后缘间径线长三大类。
  - 水平径线长：包括甲状上/下径线长和结节间距。
  - 垂直径线长：包括垂直前/后线长和前连合线长。
  - 侧板后缘间径线长：包括上/下角间距、上角后间距、后缘中点间距和上下角线长。
- 内径线长：包括声带全长、膜部和软骨部长。男性较女性为长。

- 角长：自角顶点计算至板缘（角的根部），分上角长和下角长。

- 前角：通俗说来就是甲状软骨向外突出的“V”形轮廓的夹角，女性可达100°～120°，男性可达60°～90°。

|  |  | 甲状软骨轮廓参数的说明（正面观） - 甲状上径线长：自甲状上切迹顶点 O 计算至左右甲状上结节后缘 A、A'。 - 甲状下径线长：自甲状下切迹顶点 O' 计算至左右甲状下结节后缘 B、B'。 - 结节间距：两侧甲状上结节的间距 AA'。 - 前角：延长甲状上切迹的两条侧边交于 O''，∠EO''E'即为前角。 - 前连合线长：上下切迹顶点连线 OO' 的长度。 |

| 甲状软骨轮廓参数的说明（侧面观） - 垂直前线长：侧板上缘前方最高点至下缘的垂线 TT' 的长度。 - 垂直后线长：自上角前缘与侧板上缘交点 P 计算至下角前缘与侧板下缘交点 P'。 - 前连合线长：上下切迹连线 OO' 的长度。 - 上下角线长：自上角顶点 U 计算至下角顶点 U'。 - 上角后间距：侧板上缘的反向延长线与上角后缘的两个交点的距离。 |

## 外部連接
- （英文）lesson11 在韦斯利诺曼的解剖课上（乔治城大学） (larynxsagsect)
- 圖譜：rsa3p11 at the University of Michigan Health System - "Larynx, anterior view"
- 圖譜：rsa3p12 at the University of Michigan Health System - "Larynx, lateral view"
- YouTube上的Larynx-Cartilages-3D Anatomy Tutorial
- 甲狀軟骨(thyroid cartilage) （页面存档备份，存于）